# Nanping (sockenhuvudort i Kina, Hubei Sheng, lat 30,43, long 108,79)
Nanping (kinesiska: 南坪, 南坪乡) är en sockenhuvudort i Kina. Den ligger i provinsen Hubei, i den centrala delen av landet, omkring 530 kilometer väster om provinshuvudstaden Wuhan. Antalet invånare är 35 593. Befolkningen består av 17 577 kvinnor och 18 016 män. Barn under 15 år utgör 24,0 %, vuxna 15-64 år 64 %, och äldre över 65 år 11,0 %.
Runt Nanping är det ganska tätbefolkat, med 172 invånare per kvadratkilometer. Närmaste större samhälle är Lichuan, 15,5 km söder om Nanping. I omgivningarna runt Nanping växer i huvudsak blandskog.
Genomsnittlig årsnederbörd är 1 547 millimeter. Den regnigaste månaden är maj, med i genomsnitt 260 mm nederbörd, och den torraste är januari, med 15 mm nederbörd.